# 日向大神宮

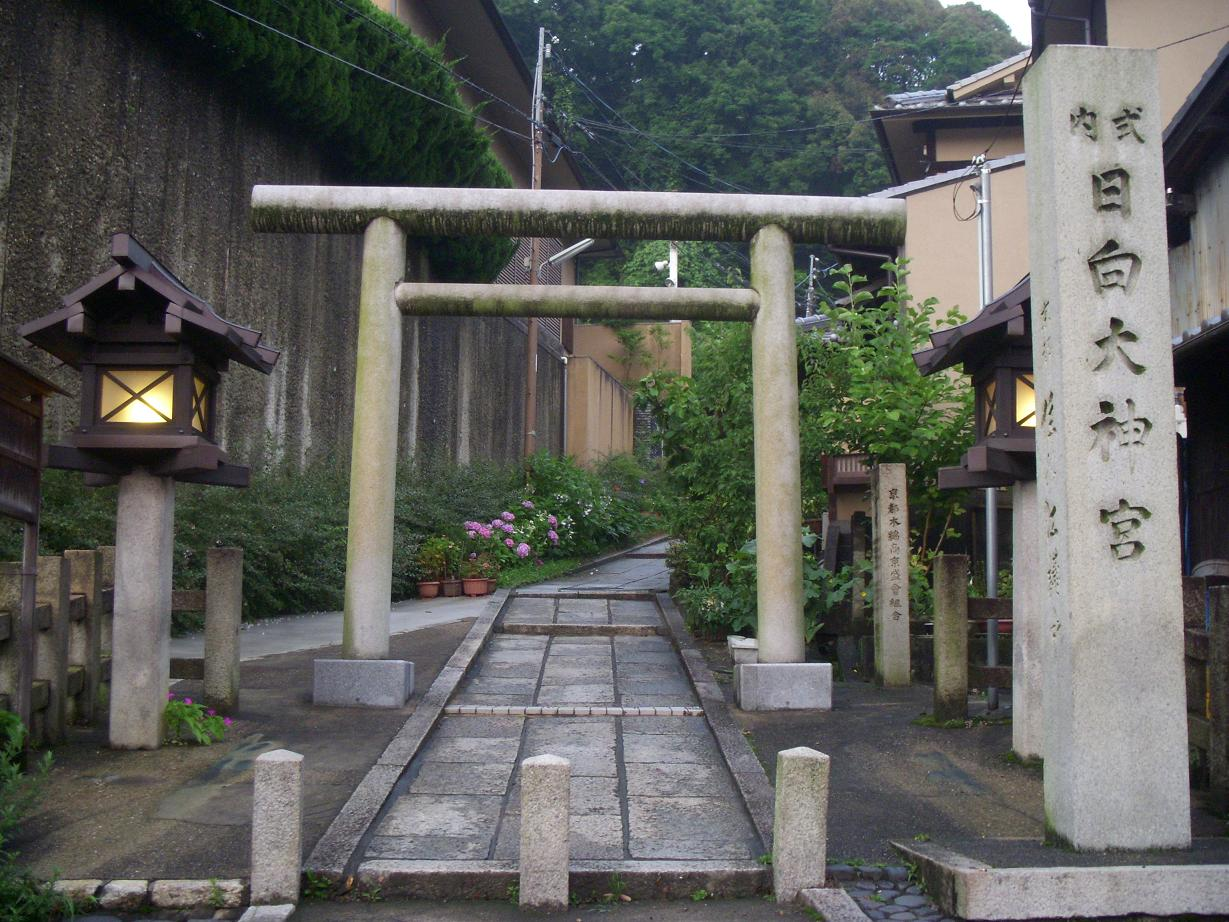
鳥居

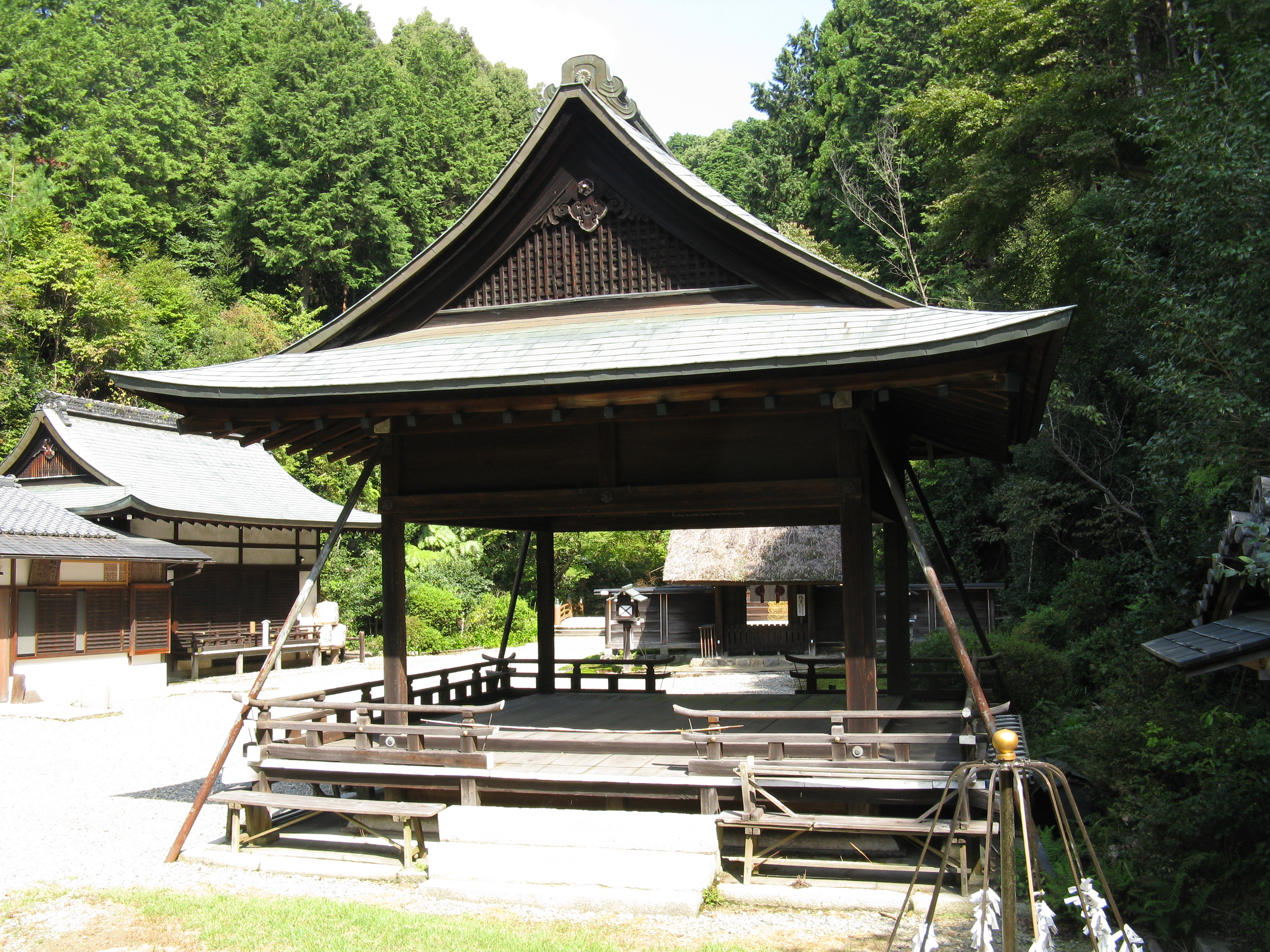
外宮拝殿

日向大神宮（ひむかいだいじんぐう）は、京都市山科区にある神社。式内社（小）で、旧社格は村社。東海道・三条通沿いの神明山にあり、「京の伊勢」とも称される。

## 祭神
- 内宮（上ノ本宮）祭神：天照大神、多紀理毘賣命、市寸島比賣命、多岐都比賣命
- 外宮（下ノ本宮）祭神：天津彦火瓊々杵尊、天之御中主神

## 歴史
社伝によれば、第23代顕宗天皇の治世に勅願により筑紫の日向国にある高千穂の峯の神蹟より神霊を移して創建されたという。その後、天智天皇が神田を寄進して神域の山を日御山（ひのみやま）と名付けたという。
平安時代には、日向宮、日向神宮、粟田口神明宮、日岡神明宮とも称した。
「宇治郡名勝誌」、「京都府山科町誌」には、延喜式神名帳小社に列する「山城国宇治郡 日向神社」とするが、「山城名勝誌」、「山城志」、伴信友の「神名帳考証」では別のものとしている。
清和天皇より「日向宮」の勅額を賜ったほか、醍醐天皇により延喜の制で官幣社に列せられている。
応仁の乱で社殿等を焼失して祭祀が一旦途絶えたが、江戸時代初期に篤志家・松坂村の松井藤左衛門によって旧社地に再建され、後陽成天皇により「内宮」と「外宮」の御宸筆の勅額を賜っている。
慶長19年（1614年）には徳川家康により失われた社領も戻され、新たに神領が加増され社殿の改造が行われている。
後水尾天皇と中宮東福門院より修理料や御神宝を賜い、中御門天皇より享保14年（1729年）4月に両本宮の修理に際して神祇官領吉田兼敬が奉幣の儀に派遣されている。
後桃園天皇よりたびたび御代拝を遣わされ、毎年御紋付提灯を賜っている。
寛政4年（1792年）12月女院御所より初穂奉献、寛政6年（1794年）9月奉礼門院及び女院御所中宮より同年11月には内侍所よりそれぞれの翠簾の寄進があり、文化6年（1809年）11月外宮遷宮、文化7年（1810年）5月内宮遷宮に際しては光格天皇より神宝を寄進されている。
その他、仙洞御所、青蓮院宮、聖護院宮、梶井宮、桂宮の参拝、御初穂の奉献・宝物の寄進があった。
交通の要所・東海道の横にあることからか、交通祈願の神社として有名になった。
明治時代の近代社格制度で村社となる。
1929年（昭和4年）10月には皇室より御大礼調度品が下付され、1936年（昭和11年）10月久邇宮より参拝・初穂が奉献され、1937年（昭和12年）2月には御献木を賜っている。
太平洋戦争後は、村社を始めとする京都市内の一部の社とともに神社本庁ではなく神社本教に包括された。

## 境内
本殿は、内宮（ないく）と外宮（げく）の二つある。
- 内宮（上ノ本宮）
  - 本殿
  - 幣殿
  - 神門
  - 拝殿
- 影向岩
- 天岩戸
- 勾玉池
- 外宮（下ノ本宮）
  - 本殿
  - 神門
  - 拝殿
- 神馬舎
- 神饌所
- 社務所
- 菅公胞衣所 - 菅原道真の胞衣を埋めた所という。
- 成宮御胞衣所 - 仁孝天皇第二皇女・成宮の御胞衣を埋めた所という。
- 天龍龍神の塚
- 地龍龍神の塚
- 伊勢大神宮遥拝所

### 境内社
- 上ノ別宮（荒祭宮、アラマツリグウ） - 祭神：月読尊、高皇産霊神、栲幡千千姫命。天照大御神の荒魂を祀っているわけではない。
- 下ノ別宮（高宮（コウノミヤ）、多賀神社、春日神社、五行神社[2]） - 高宮祭神：天忍穂耳尊、多賀神社祭神：伊弉諾尊・伊弉冉尊、春日神社祭神：天児屋命・武甕槌命・経津主命・天太玉命、五行神社祭神：木火土金水の神
- 別宮（福土神社） - 祭神：大国主命、彦火火出見尊、鵜葺草葺不合命、神日本磐余彦天皇

### 摂・末社
- 戸隠神社 - 祭神：天手力雄命（戸隠大明神）。天岩戸にある。
- 御井（ミイ）神社 - 祭神：水波能売神。霊水・朝日泉[注 1]を祀る。
- 恵比須神社・八百萬神社・天鈿女神社 - 恵比須神社祭神：事代主神、八百萬神社祭神：八百万の神、天鈿女神社祭神：天鈿女神・大山祇神。山城国最初第一という。
- 猿田彦神社・花祭（かさい）神社 - 猿田彦神社祭神：猿田彦大神、花祭神社祭神：木花開耶姫
- 朝日天満宮 - 祭神：菅原道真、少彦名命
- 厳嶋神社 - 祭神：市杵島姫命（弁財天）
- 神田稲荷神社 - 祭神：倉稲魂神、保食神

## アクセス

### 鉄道
- 京都市営地下鉄東西線 蹴上駅より徒歩約11分

### 自動車
- 三条通、東山ドライブウェイ入り口すぐを左へ入る